# European Chess Union
L'European Chess Union (ECU) és una associació independent amb seu a Lausana i secretariat a Belgrad, els integrants de la qual són les federacions d'escacs estatals europees.
L'objectiu de l'associació, segons l'article 1 dels estatuts, és "salvaguardar i promoure els interessos dels escacs a Europa, així com els interessos dels seus membres. Coordina l'activitat de les federacions associades, i organitza els campionats continentals
El seu òrgan principal és l'Assemblea General, a la qual cada federació hi té un vot. Es reuneix almenys un cop l'any, i elegeix el Comitè Directiu i el president. Va néixer el 1985 en ocasió del congrés de la FIDE de Graz. El suec Rolf Littorin en fou elegit el primer president. Al començament, va haver d'afrontar algunes resistències de banda de la federació de la Unió Soviètica i d'alguns altres dirigents de la FIDE, però després de la dissolució de l'URSS es va arribar ràpidament a un acord entre totes les federacions europees.
Actualment compren totes les federacions europees, i ha inclòs també Turquia, i Israel, i tots els països del Caucas, per un total de 54 membres.

## Federacions associades
Albània – Federates Shgiptare te Shahul 

 Alemanya – Deutscher Schachbund 

 Andorra – Federació d'Escacs Valls d'Andorra 

 Anglaterra – English Chess Federation 

 Armènia – Armenian Chess Federation 

 Àustria – Österreichischer Schachbund 

 Azerbaidjan – Chess Federation of Azerbaidjan 

 Bèlgica – Koninklijke Belgische Schakbond 

 Belarús – Belarus Chess Federation 

 Bòsnia i Hercegovina – Sahovski Savez Bosnia & Herzegovina 

 Bulgària – Bulgarian Chess Federation 

 Croàcia – Hrvatski Sahovski Savez 

 Dinamarca – Dansk Skak Union 

 Escòcia – Chess Scotland 

 Eslovàquia – Slovensky Sachovy Zvaz 

 Eslovènia – Sahovska Zveza Slovenije 

 Espanya – Federacion Española de Ajedrez 

 Estònia – Eesti Maleliit 

 Illes Fèroe – Talvsamband Foroya 

 Finlàndia – Suomen Keskusshakkiliitto 

 França – Féderation Française des Échecs 

 Gal·les – Welsh Chess Union 

 Geòrgia – Chess Federation of Georgia 

 Grècia – Elliniki Skakistiki Omospondia 

 Guernsey – Guernsey Chess Federation 

 Hongria – Magyar Sakkszövetség 

 Islàndia – Skáksamband Islands 

 Irlanda – Chess Federation of Ireland 

 Israel – Israel Chess Federation 

 Itàlia – Federazione Scacchistica Italiana 

 Jersey – Jersey Chess Federation 

 Letònia – Latvijas Saha Savieniba 

 Liechtenstein – Liechtensteiner Schachverband 

 Lituània – Lithuanian Chess Federation 

 Luxemburg – Féderation Luxembourgeoise des Échecs 

 Macedònia del Nord – Chess Federation of North Macedonia

 Malta – Il-Federazzjoni Maltija tac-Cess

 Moldàvia – Federatia Moldava de Sah 

 Mònaco – Fédération Monégasque des Échecs 

 Montenegro – Chess Federation of Montenegro 

 Noruega –  Norges Sjakkforbund 

 Països Baixos – Koninklijke Nederlandse Schaakbond 

 Polònia – Polski Zwiazek Szachowy 

 Portugal – Federacao Portuguesa de Xadrez 

 República Txeca – Ceskomoravska sachova federace 

 Romania – Federatia Romana de Sah 

 Rússia – Russian Chess Federation 

 San Marino - Federazione Sammarinese degli Scacchi 

 Sèrbia – Sahovski Savez Serbije 

 Suècia – Sveriges Schackforbund 

 Suïssa – Chess Federation of Switzerland 

 Turquia – Türkiye Satran Federasyonu 

 Ucraïna – Ukrainian Chess Federation 

 Xipre – Cyprus Chess Association 

## Torneigs organitzats per l'ECU
L'ECU organitza anualment, en col·laboració amb les federacions nacionals, els següents torneigs:
| - Campionat d'Europa individual - Campionat d'Europa individual femení - Campionat d'Europa de la joventut - Campionat d'Europa juvenil - Campionat d'Europa sènior - Campionat d'Europa amateur - Campionat d'Europa individual obert - Campionat d'Europa ràpid - Campionat d'Europa ràpid femení - Campionat d'Europa de blitz - Campionat d'Europa de blitz femení | - Campionat d'Europa per equips - Campionat d'Europa per equips femení - Campionat d'Europa per equips juvenil - Campionat d'Europa per equips sènior - Campionat d'Europa per equips de club - Campionat d'Europa per equips de club femení - Mitropa Cup |